# Ptiloprora
Ptiloprora är ett fågelsläkte i familjen honungsfåglar inom ordningen tättingar med sex arter som alla förekommer på Nya Guinea:
- Blygrå honungsfågel (P. plumbea)
- Gulstrimmig honungsfågel (P. meekiana)
- Rostsidig honungsfågel (P. erythropleura)
- Cyklophonungsfågel (P. mayri)
- Rostryggig honungsfågel (P. guisei)
- Svartstrimmig honungsfågel (P. perstriata)